# Józef Kazanecki
Józef Kazanecki (ur. 1 stycznia 1965 w Kazimierzy Wielkiej) – polski lekkoatleta specjalizujący się biegach długich, mistrz i reprezentant Polski.

## Kariera sportowa
Był zawodnikiem Wawelu Kraków.
Na mistrzostwach Polski seniorów wywalczył dwa medale w maratonie, w tym złoty w 1990 (wygrywając maraton w Dębnie) i srebrny w 1992. W 1995 zwyciężył w Maratonie Toruńskim.
Reprezentował Polskę na zawodach Pucharu Europy w 1991 (biegu nie ukończył) oraz mistrzostwach świata w półmaratonie w 1997, zajmując 83. miejsce, z wynikiem 1:05:23.
Rekordy życiowe:
- 3000 m: 8:13,65 (27.07.1989)
- 5000 m: 14:31,10 (4.09.1999)
- 10000 m: 29:38,25 (20.06.1989)
- półmaraton: 1:05:23 (4.10.1997)
- maraton: 2:14:34 (30.09.1990)